# 火力支援基地

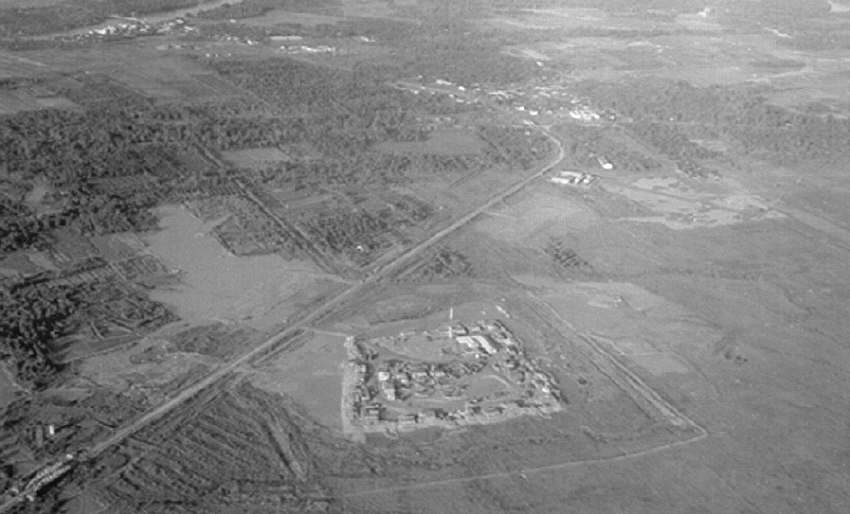
越戰時美國第九步兵師在越南建造的火力支援基地

火力支援基地（Fire support base，又稱 firebase）是一種越南戰爭期間廣泛應用臨時軍事營地。火力支援基地是為炮兵而設的臨時基地，以為前線部隊提供火力支援。